# Holdfény királyság
A Holdfény királyság (eredeti cím: Moonrise Kingdom) 2012-ben bemutatott amerikai vígjáték-filmdráma (dramedy), amelyet Wes Anderson rendezett Anderson és Roman Coppola forgatókönyve alapján. A főbb szerepekben Bruce Willis, Edward Norton, Bill Murray, Frances McDormand, Tilda Swinton, Jason Schwartzman és Bob Balaban.
A film premierje a 2012-es cannes-i fesztiválon volt, és a kritikusok elismerően nyilatkoztak a fiatal szerelemről, a gyermeki szexualitásról, a fiatalkorúak mentális egészségéről és a Genezis vízözön elbeszéléséről.

## Rövid történet
Egy fiatal szerelmespár elmenekül New England-i városukból, ami miatt egy helyi keresőcsapat útnak indul, hogy megtalálja őket.

## Szereplők
- Bruce Willis: Sharp kapitány (Dörner György)
- Edward Norton: Ward cserkészfőnök (Dévai Balázs)
- Bill Murray: Walt Bishop (Tahi Tóth László)
- Frances McDormand: Laura Bishop (Kiss Mari)
- Tilda Swinton: Ügyintézőnő (Söptei Andrea)
- Jason Schwartzman: Ben bácsi (Csőre Gábor)
- Bob Balaban: Narrátor (Gyabronka József)
- Kara Hayward: Suzy Bishop (Károlyi Lili)
- Jared Gilman: Sam Shakusky (Ducsai Ábel)
- Harvey Keitel: Pierce parancsnok (Barbinek Péter)

## Megjelenés
A Focus Features megvásárolta a film jogait. A film premierje 2012. május 16-án volt, a 2012-es Cannes-i Filmfesztivál nyitófilmjeként.  A Studio Canal ugyanezen a napon mutatta be a filmet a francia mozikban.

## Filmzene
Számcím-(előadó)
- 1, The Young Person's Guide To The Orchestra, Op. 34: Themes A-F (Leonard Bernstein & The New York Philharmonic)
- 2, Camp Ivanhoe Cadence Medley (Peter Jarvis and His Drum Corps)
- 3, Playful Pizzicato from Simple Symphony, Op. 4 (English Chamber Orchestra, Benjamin Britten)
- 4, Kaw-Liga (Hank Williams)
- 5, Noye's Fludde, Op. 59: Noye, Noye, Take Thou Thy Company (Trevor Anthony, Owen Brannigan, David Pinto, Darian Angadi, Stephen Alexander, Caroline Clack, Marie-Therese Pinto, Eileen O'Donovan, Chorus Of Animals, English Opera Group Orchestra, Merlin Channon, Norman Del Mar)
- 6, The Heroic Weather-Conditions of the Universe, Part 1: A Veiled Mist (Alexandre Desplat)
- 7, The Heroic Weather-Conditions of the Universe, Part 2: Smoke/Fire (Alexandre Desplat)
- 8, The Heroic Weather-Conditions of the Universe, Part 3: The Salt Air (Alexandre Desplat)
- 9, A Midsummer Night's Dream, Act 2: On The Ground, Sleep Sound (Choir Of Downside School, Purley, Emanuel School Wandsworth, Boys' Choir, London Symphony Orchestra, Benjamin Britten)
- 10, Long Gone Lonesome Blues (Hank Williams)
- 11, Le Carnaval des Animaux: VoliÃ¨re (Leonard Bernstein & The New York Philharmonic)
- 12, Le Temps de l'Amour (Françoise Hardy)
- 13, An die Musik (Vocalist: Alexandra Rubner Pianist: Christopher Manien)
- 14, Ramblin' Man (Hank Williams)
- 15, Songs From Friday Afternoons, Op. 7: Old Abram Brown (ZChoir Of Downside School, Purley, Viola Tunnard, Benjamin Britten)
- 16, The Heroic Weather-Conditions of the Universe Parts 4-6: Thunder, Lightning, and Rain (Alexandre Desplat)
- 17, Noye's Fludde, Op. 59: The Spacious Firmament On High - David Pinto, Darian Angadi, Stephen Alexander, Owen Brannigan, Sheila Rex, Caroline Clack, Marie-Therese Pinto, Eileen O'Donovan, Patricia Garrod, Margaret Hawes, Kathleen Petch, Gillian Saunders, Trevor Anthony, Chorus Of Animals, English Opera Group Orchestra, Merlin Channon, Norman Del Mar)
- 18, Noye's Fludde, Op. 59: Noye, Take Thy Wife Anone (Trevor Anthony, Chorus Of Animals, Sheila Rex, David Pinto, Darian Angadi, Stephen Alexander, English Opera Group Orchestra, Merlin Channon, Norman Del Mar)
- 19, The Young Person's Guide To The Orchestra, Op. 34 Fugue: Allegro Motto (Leonard Bernstein & The New York Philharmonic)
- 20, Songs From Friday Afternoons, Op. 7: Cuckoo! (Choir Of Downside School, Purley, Viola Tunnard, Benjamin Britten)
- 21, The Heroic Weather-Conditions of the Universe, Part 7: After The Storm (Alexandre Desplat)[8]